# Thủy điện Nậm Đông
Thủy điện Nậm Đông là nhóm các thủy điện xây dựng trên dòng Nậm Đông tại vùng đất xã Túc Đán huyện Trạm Tấu tỉnh Yên Bái, Việt Nam .
Đến cuối năm 2018 Thủy điện Nậm Đông gồm Nậm Đông 3 và 4 21°34′43″B 104°27′26″Đ / 21,578543°B 104,45729°Đ, cách nhau khoảng 3,5 km, có công suất lắp máy tổng cộng 21,4 MW với 3 tổ máy, sản lượng điện hằng năm là 97 triệu kWh, khởi công tháng 4/2004, hoàn thành năm 2011 .

## Nậm Đông
Nậm Đông là phụ lưu cấp 1 của ngòi Thia và là phụ lưu cấp 2 của sông Hồng, chảy ở huyện Trạm Tấu và Nghĩa Lộ, tỉnh Yên Bái .
Nậm Đông bắt nguồn từ hợp lưu các suối ở phía tây xã Túc Đán huyện Trạm Tấu, chảy uốn lượn về hướng đông, sang thị xã Nghĩa Lộ thì đổ vào ngòi Thia.

## Tác động môi trường dân sinh
Năm 2012 quá trình tích nước để phát điện đã dẫn đến mất nước cấp cho Nhà máy nước Nghĩa Lộ và cho sinh hoạt và sản xuất nông nghiệp của nhân dân, gây thiệt hại về tài sản, hoa màu.
Tháng 3/2012 sự cố tràn bể áp lực do chạy thử thủy điện Nậm Đông 4, gây ra ô nhiễm nguồn nước và làm sạt lở đường giao thông của xã Nghĩa An .